# Crazy Rich
Crazy Rich (Originaltitel: Crazy Rich Asians) ist eine US-amerikanische romantische Komödie des Regisseurs Jon M. Chu, die auf dem gleichnamigen Roman von Kevin Kwan basiert. Der Film erzählt die Geschichte einer jungen asiatisch-amerikanischen Professorin, die die Familie ihres Freundes kennenlernt und dabei herausfindet, dass diese eine der reichsten Singapurs ist.
Vertrieben wird der Film weltweit von Warner Bros. Pictures. Der deutsche Kinostart war am 23. August 2018.
Crazy Rich ist einer der wenigen Hollywoodfilme, dessen Besetzung nur aus nichtweißen Schauspielern besteht. In den USA erreichte der Film nach dem Kinostart den ersten Platz der Kinocharts.

## Handlung
Rachel Chu, eine Wirtschaftsprofessorin an der New York University (NYU), ist mit Nick Young, ebenfalls Professor an der New Yorker Universität, zusammen. Eines Tages nimmt sie seine Einladung an, ihn für die Hochzeit seines besten Freundes Colin in Nicks Heimatland Singapur zu begleiten. Nick soll der Trauzeuge sein, während Rachel zum ersten Mal Nicks Familie treffen wird und ihre alte Schulfreundin Peik Lin sehen kann. Auf dem Flug nach Singapur dämmert Rachel langsam, dass Nicks Familie sehr reich sein muss, und ist entsprechend verunsichert. Als sie Peik Lin gegenüber den Namen ihres Freundes erwähnt, bestätigt diese ihr das in deutlichen Worten noch einmal.
Nicks Mutter, Eleanor, erfährt durch Klatsch im Internet von der Beziehung, und lässt Erkundigungen über Rachel einholen, die ihr nicht gefallen. Auch Nicks Ex-Freundin versucht, eine mögliche Hochzeit von Rachel und Nick mit aller Macht zu torpedieren. Doch Nick hält weiter zu ihr. Als Nicks Familie Rachel damit konfrontiert, dass deren Angaben zu ihrer Herkunft falsch sind, will sie Singapur fluchtartig verlassen. Rachel hatte Nick und seine Familie nicht absichtlich zu ihrem familiären Hintergrund angelogen; vielmehr war es ihre Mutter, die sie seit Geburt aus Furcht nicht mit der Wahrheit über ihren gewalttätigen Vater belasten wollte.
Es kommt zu einem letzten Treffen von Rachel und Nicks Mutter. Rachel teilt Nicks Mutter mit, dass sie den Heiratsantrag von Nick abgelehnt habe, weil sich Nick sonst zwischen seiner Familie und seiner Beziehung hätte entscheiden müssen. Die beiden Frauen spielen mit zwei Statistinnen das Spiel Mah-Jongg, in dem die Mutter von Nick scheinbar zusammen mit dem Siegzug das letzte Wort für sich beansprucht. Doch Rachel deckt ihr Blatt auf und zeigt, dass sie Eleanor absichtlich gewinnen ließ – diese symbolische Szene wird mitgenommen in die nächste, wo Rachel im Changi Airport zum Rückflug in die Staaten eintrifft. Im Flugzeug noch stellt Nick sie und macht ihr einen erneuten Heiratsantrag, wobei er den Verlobungsring seiner Mutter präsentiert. Letztlich hat die vormalige Opferbereitschaft Rachels Nicks Mutter überzeugt, der Beziehung ihren Segen zu geben.

## Synchronisation
| Rolle              | Schauspieler  | Deutscher Synchronsprecher |
| ------------------ | ------------- | -------------------------- |
| Rachel Chu         | Constance Wu  | Julia Kaufmann             |
| Nick Young         | Henry Golding | Alexander Doering          |
| Astrid Young-Teo   | Gemma Chan    | Maria Koschny              |
| Goh Peik Lin       | Awkwafina     | Maria Hönig                |
| Goh Wye Mun        | Ken Jeong     | Axel Malzacher             |
| Eleanor Sung-Young | Michelle Yeoh | Arianne Borbach            |
| Araminta Lee       | Sonoya Mizuno | Kaya Marie Möller          |
| Oliver T’sien      | Nico Santos   | Roland Wolf                |

## Soundtrack
| Nr. | Titel                                                         | Interpret                                                     |
| --- | ------------------------------------------------------------- | ------------------------------------------------------------- |
| 1.  | Waiting for Your Return                                       | Jasmine Chen                                                  |
| 2.  | Money (That’s What I Want)                                    | Cheryl K / Awkwafina                                          |
| 3.  | Chun Feng Chui Kai Wo De Xin (Spring Breeze Opens My Heart)   | Grace Chang                                                   |
| 4.  | Hold On Together                                              | The Excitements / Koko-Jean Davis                             |
| 5.  | Blues for Jean                                                | Neal Hefti                                                    |
| 6.  | Wo Yao Ni De Ai (I Want Your Love – I Want You to Be My Baby) | Grace Chang                                                   |
| 7.  | You’re All I Need to Get By                                   | Marvin Gaye / Tammi Terell                                    |
| 8.  | My New Swag                                                   | VAVA (Mao Yan Qi) / Ty (Tang Yi) / Nina Wang (Wang Qian Qian) |
| 9.  | Chang Hai                                                     | Jasmine Chen                                                  |
| 10. | Give Me a Kiss                                                | Jasmine Chen                                                  |
| 11. | Tian Mi Mi                                                    | Teresa Tang                                                   |
| 12. | Ren Sheng Jiu Shi Xi                                          | Yao Lee                                                       |
| 13. | Blooming Flowers and the Full Moon                            | Xuan Zhou (Zhou Xuan)                                         |
| 14. | Qiu Xie Wu Gong                                               | Miss Ko                                                       |
| 15. | Ni Dong Bu Dong                                               | Lilan Chen                                                    |
| 16. | How Bout U (Asian Remix)                                      | Chick Norris                                                  |
| 17. | Wo Yao Fei Shang Qing Tian                                    | Grace Chang                                                   |
| 18. | Material Girl (200 Du)                                        | Sally Yeh                                                     |
| 19. | The Evening Primrose                                          | Shirley Yamaguchi (Li Xianglan)                               |
| 20. | Can’t Help Falling in Love                                    | Kina Grannis                                                  |
| 21. | When Love Is Far Away                                         | Jasmine Chen                                                  |
| 22. | Wo Ai Qia Qia                                                 | Grace Chang                                                   |
| 23. | Yellow                                                        | Katherine Ho                                                  |
| 24. | Vote                                                          | Miguel                                                        |
| 25. | Waiting for Your Return                                       | Jasmine Chen                                                  |

## Kritiken
Crazy Rich erhielt zum größten Teil positive Beurteilungen. Die Rezensionssammlung Rotten Tomatoes weist 351 Kritiken auf, welche zu 91 % gut ausfielen.
„Es ist diese ernste und für einen Mainstream-Blockbuster ungewöhnlich stark in einer fremden Kultur fundierte Dimension, die aus diesem herrlich bunten Film den Meilenstein macht, der er sein will.“

– SUEDDEUTSCHE ZEITUNG

## Auszeichnungen
Der Film gewann für die Kategorie Beste Komödie den Teen Choice Award und den Critics Choice Award. Crazy Rich errang den Latino Entertainment Journalists Association Film Award, den Hollywood Award und eine Auszeichnung des National Board of Review für die Beste Rollenbesetzung. Die Art Director Guild übergab den Preis für den Besten zeitgenössischen Film an Nelson Coates, Gary Mackay, Leslie Ewe, David Ingram, Kyle White, Teddy Setiawan, Andrew Bateman, Fern Loh und Passion Ma.
Mary E. Vogt erhielt den Preis für die Beste Kostümausstattung, verliehen von der Costume Designers Guild. Heike Merker und Sophia Knight wurde der Preis für das Beste zeitgenössische Haarstyling in einem Spielfilm verliehen.
Warner Bros. Pictures und Trailer Park erhielten 2019 die Golden Trailer Auszeichnung für Beste Home-Entertainment Komödie.
Zudem wurde Crazy Rich der ReFrame-Stempel für eine beachtlich ausgewogene Repräsentation der Geschlechter während des gesamten Films verliehen.

## Trivia
- Dies ist seit dem Film Töchter des Himmels 1993 der erste Hollywood-Spielfilm mit einer hauptsächlich asiatischen Rollenbesetzung.
- Henry Golding hatte vor Crazy Rich keine schauspielerische Erfahrung und war Moderator einer Reisesendung.
- Michelle Yeoh trug einen ihrer persönlichen Ringe als Verlobungsring, da ihr die gestellten Ringe nicht gefielen.
- Michelle Yeoh, Henry Golding und Ronny Chieng wurden in Malaysia geboren.[16]

## Fortsetzung
Laut einem Interview mit Constance Wu sei eine Fortsetzung nicht auszuschließen, doch Regisseur Jon M. Chu sei erstmal mit anderen Projekten eingespannt. Ob der nächste Film auf der Buchreihe von Kevin Kwan basiert oder eine neue Geschichte erzählt, sei noch unklar.